# Eyes (gruppo musicale)
Gli Eyes furono un gruppo pop metal fondato a Los Angeles nel 1988.

## Storia
Gli Eyes nacquero a Los Angeles dalle ceneri degli L.A. Rocks nel 1988. Quest'ultimo gruppo era stato fondato nel 1986 dal batterista Aldy Damien e vide all'interno della formazione il passaggio di diversi cantanti di spicco tra cui Jizzy Pearl dei Love/Hate (sotto il nome di Jim Wilkinson), Mark Boals della band di Yngwie Malmsteen, Mark Weitz, futuro membro di Malice, Americade, Impellitteri, Jeff Scott Soto (poco prima di entrare nella band dello stesso Malmsteen), e James Christian, poi celebre con gli House of Lords.
Gli L.A. Rock, cambiato il nome in Eyes nel 1988, rimasero all'epoca composti da James Christian (voce), Steven Dougherty (chitarra), e Aldy Damian (batteria), al quale si aggiunsero provvisoriamente alcuni turnisti come l'ex bassista dei Ratt e Rough Cutt Matt Thorr ed il tastierista dei Berlin Todd Jasmin. Per un breve periodo venne coinvolto anche il bassista Chuck Wright, ex Quiet Riot e Giuffria, che quell'anno sarebbe stato arruolato dagli House of Lords e Impellitteri. Curiosamente, il chitarrista di questa band, Steven Daugherty, aveva partecipato al disco dei Berlin Count Three & Pray (1986). La formazione così composta, passò all'incisione di una demo. Durante quell'anno però James Christian venne chiamato in causa da Gregg Giuffria come voce del suo nuovo progetto nato dalle ceneri dei Giuffria, gli House of Lords. A questo punto il ruolo vacante di cantante venne assegnato all'ex componente della band di Yngwie Malmsteen Jeff Scott Soto, che ironicamente era già stato membro degli L.A. Rocks subito prima dell'entrata di Christian. Trovato un cantante stabile, il gruppo, composto da Damien, Dougherty e Scott Soto, venne notato dalla Capitol Records, con cui nel 1989 diedero inizio alle incisioni di quello che sarebbe stato il loro debutto discografico. Tuttavia, la major perse interesse nella band annunciando il licenziamento prematuro, e decidendo di non pubblicare l'album, che avrebbe dovuto prendere il titolo di Windows of the Soul. Malgrado il duro colpo subìto, riuscirono in seguito a procurarsi un accordo con la Curb Records, una piccola etichetta indipendente specializzata nella musica country. L'album di debutto del gruppo, l'omonimo Eyes, venne pubblicato nel 1990 e co-prodotto da Spencer Proffer (Quiet Riot, Black Sabbath, King Kobra, Kick Axe, Vixen). Inoltre questa fu la prima incisione ad includere un vecchio classico degli L.A. Rocks, "Nobody Said It Was Easy". La formazione che registrò questo disco era composta da Dougherty, Soto, Damian, ed il bassista Jimmy O'Shea, già noto per essere stato parte del superprogetto Cacophony con il quale suonò nel secondo disco Go Off! (1988). L'album, dal quale venne estratta la hit "Callin' All Girls", presentava delle sonorità tipicamente pop metal, con uno stile a metà strada tra Kiss e Sammy Hagar. Nella ristampa giapponese del disco vennero incluse le due tracce bonus "I Need Someone" e "Exclusive Interview". Inoltre, due delle tracce contenute in quest'album erano state suonate con la collaborazione del bassista Marcel Jacob. Jacob era una vecchia conoscenza di Scott Soto visto che entrambi erano stati membri della band Malmsteen (assieme incisero Marching Out - 1985). Inoltre i due avevano fondato proprio nel 1990 un nuovo progetto parallelo con sede in Svezia, i Talisman, con cui pubblicarono quello stesso anno un album omonimo. Nel frattempo, uno dei primi tastieristi degli Eyes, Michael Dorian, aveva suonato nei primi due album dei Lillian Axe, l'omonimo (1988) ed il successivo Love + War (1989).
La formazione partì in tour al fianco di importanti band tra cui Nazareth, Kansas, Slaughter, Great White, Bad Company e Cheap Trick, ma suonò anche in veste di headliner in occasione di alcune date nei club statunitensi. Al termine di queste, venne pianificato un altro tour come co-headliner assieme ai Saigon Kick, ed un'ulteriore serie di date come supporto ai REO Speedwagon e Kansas. Questa proposta però non riuscì ad essere realizzata a causa del mancato interesse da parte della Curb che negò la sua disponibilità finanziaria.
Nel 1993 gli Eyes passarono alla pubblicazione del secondo album dal titolo di Windows of the Soul, pubblicato per la Bulletproof Records. Si trattava in realtà del primo effettivo album che la band aveva registrato con la Capitol nel 1989, ma che era stato accantonato a causa del loro licenziamento da parte della major. Tra queste tracce, figurava anche la reinterpretazione di Gary Wright "Love Is Alive". Anche in questa registrazione vennero accreditati dei musicisti esterni, come Chuck Wright (Quiet Riot, Giuffria, House of Lords, Impellitteri), il bassista dei Toto Mike Porcaro, il tastierista dei Berlin Todd Jasmin, e Jeff Naideau, altro tastierista con alle spalle una collaborazione con i Quiet Riot (nel disco QRIII - 1986). Dopo la pubblicazione del disco, Soto annunciò la dipartita, per dedicarsi pienamente ai suoi altri progetti paralleli in attivo, tra cui i Talisman e la band di Axel Rudi Pell. Gli Eyes sostituirono prontamente il dotato cantante con Mark Weitz, ex membro dei Malice e Americade (che già aveva partecipato a delle audizioni per gli L.A. Rocks). Tuttavia il nuovo cantante non durò più di qualche mese, giusto il tempo per registrare qualche demo, prima di chiudere i rapporti con formazione nello stesso '93.
Alla ricerca di un rimpiazzo, si presentarono alle audizioni diversi personaggi come Kelly Hansen degli Hurricane, Robert Mason dei Lynch Mob, e l'ex cantante dei Buster Brown, Montrose, King Kobra e Foreigner Johnny Edwards. Alla fine la ricerca li portò a Boston da John Levesque, ex componente dei Wild Horses. Attorno a quel periodo, Levesque aveva anche collaborato con l'ex chitarrista dei White Lion Vito Bratta in previsione del suo progetto solista, che però non riuscì a decollare.
Durante quel periodo, l'etichetta discografica svedese Empire Records, realizzò una raccolta di demo degli Eyes intitolata Full Moon (The Lost Studio Sessions). Questo materiale era stato registrato con Mark Weitz alla voce, e vedeva la formazione composta da Damian, Weitz, Dougherty, il bassista Bobby Fraga e il tastierista Jamie Sheriff. Comunque il gruppo annunciò lo scioglimento nel 1993.

## Formazione

### Ultima
- John Levesque - voce (1993)
- Steve Dougherty - chitarra (1988-93)
- Bobby Fraga - basso (1993)
- Jamie Sheriff - tastiere (1993)
- Aldy Damian - batteria (1988-93)

### Ex componenti
- James Christian - voce (1988)
- Jeff Scott Soto - voce (1988-93)
- Mark Weitz - voce (1993)

### Turnisti
- Matt Thorr - basso
- Todd Jasmin - tastiere
- Michael Dorian - tastiere
- Marcel Jacob - tastiere
- Chuck Wright - basso
- Mike Porcaro - basso
- Jeff Naideau - tastiere
- Jimmy O'Shea - basso
- Bobby Fraga - basso
- Jamie Sheriff - tastiere

## Discografia

### Album in studio
- 1990 - Eyes
- 1993 - Windows of the Soul

### Raccolte
- 1994 - Full Moon (The Lost Studio Sessions)

### Singoli
- 1990 - Callin' All Girls